# Johan Haanstra

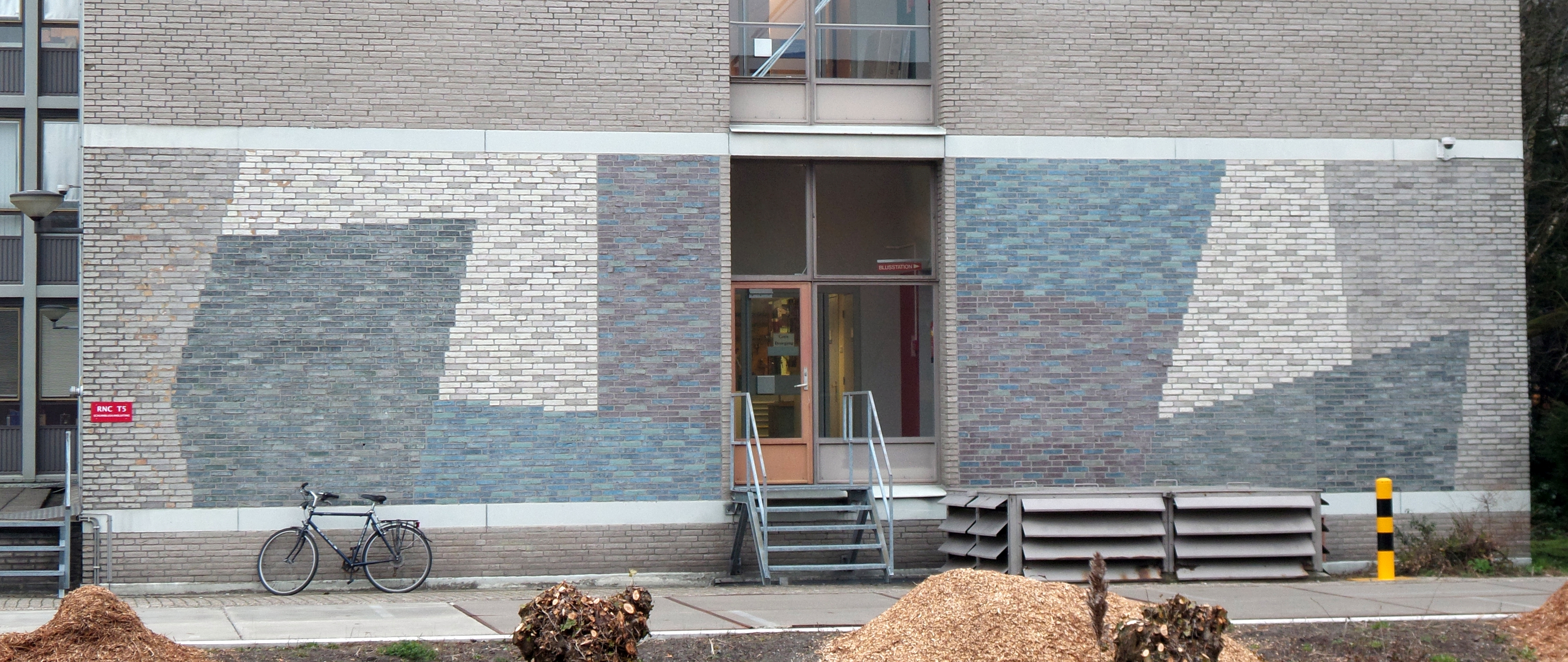
Reliëf in geglazuurde baksteen (1960, uitgevoerd in 1970), Vrije Universiteit.

Johan Hendrik Haanstra  (Espelo, 8 januari 1914 – Warns, 7 mei 1991) was een Nederlands schilder, monumentaal kunstenaar en beeldhouwer.

## Leven en werk
Johan Haanstra werd op 8 januari 1914 geboren als oudste zoon van Folkert Haanstra sr.. Hij groeide op in een kunstzinnig en talentrijk nest. Naast zijn vader waren twee van zijn broers (Bert Haanstra en Folkert Haanstra jr.) actief als kunstenaar.
Toen hij elf was kreeg Johan van zijn vader een schildersdoos en een opvouwbare ezel. Al vanaf het begin bleek hij een talent te hebben in portretteren. Daarnaast schilderde hij landschappen.
Johan Haanstra werd opgeleid aan de Rijksakademie van beeldende kunsten in Amsterdam (tekenen en schilderen) 1931-1934. Hij had les van J.H. Jurres (modeltekenen) 1931-1933 en H. J. Wolter (portretschilderen) 1934. Tijdens zijn studie werkte hij in Artis.
Johan Haanstra begon al in het jaar 1930 als portretschilder. In de vooroorlogse jaren voelde hij zich sterk aangetrokken tot het verstilde realisme van Dick Ket. Johan vestigt zich na zijn academietijd in Enschede, waar hij een gezin stichtte. Hij verdiende de kost met het schilderen van portretten. In de latere oorlogsjaren keerde hij tijdelijk terug naar Goor, waar hij in het huis van zijn vader de ondergedoken kunstenaars uit de omgeving ontmoette.
Eind 1945 was Johan Haanstra een van de medeoprichters van De Nieuwe Groep ('de modernen' in het oosten des lands). Op 12 december 1945 was in het atelier van zijn vader Folkert Haanstra sr. aan de Iependijk in Goor de oprichtingsvergadering. Daarbij waren aanwezig Folkert Haanstra sr., diens zonen Folkert jr. en Johan, Riemko Holtrop, Ben Akkerman, Wim ten Broek, Bas Kleingeld en Jan Broeze. Haanstra sr. was voorzitter, Ten Broek secretaris. De Nieuwe Groep speelde een rol in de doorbraak van de moderne kunst in Twente. Vanaf het begin nam hij deel aan de groepstentoonstellingen van de Nieuwe Groep.
Na de oorlog werd hij docent aan de AKI (Academie voor Kunst en Industrie, Enschede, 1950-1975), aanvankelijk gaf hij les in teken- en schilderkunst, later ook in monumentale kunst. Daarnaast was hij lid van de Raad voor de Kunst.
In 1954 kreeg Johan Haanstra de (eerste) Geraert ter Borchprijs voor een wandschildering in de hal van 't nieuwe Gymnasium te Hengelo, voorstellende: Hades rooft Persephone"
In de jaren 1950 en 1953 maakte hij reizen naar Frankrijk.
Zijn docentschap aan de Academie voor Kunst en Industrie droeg sterk bij tot zijn ontwikkeling als beeldend kunstenaar. Het noodzaakte hem in tal van technieken te experimenteren. Zijn vrije werk, vrij conservatieve landschapsgouaches, kwam echter in de knel door de grote werkdruk in het onderwijs en de aandacht die zijn monumentale werk vroeg. Begin jaren zeventig kreeg hij een diepe inzinking hetgeen uitliep op een vervroegde pensionering uit het onderwijs maar ook op een scheiding.
In 1976 vestigde hij zich in Warns (Friesland). Daar ging Johan weer landschappen schilderen. De schilderijen die hij maakte getuigden van een nieuw élan, een ware wedergeboorte. Hij schilderde in een totaal nieuwe stijl, levendig, sprankelend en eigentijds. In zijn schilderijen, die hij sindsdien maakte is Friesland onmiskenbaar aanwezig. In 1981 kwam het werk voor het eerst naar buiten. Galerie Espace in Amsterdam had de primeur. Een steeds verder gaande abstrahering kenmerkte zijn werk van de laatste jaren. Deze vormden een duidelijke verrijking en verdieping in zijn ontwikkeling. Haanstra exposeerde in die tijd weinig of niet meer.
Het archief van Johan Haanstra is in 2003 door zijn echtgenote en kunstenares Ina Hogen Esch aan het RKD
geschonken.

## Verenigingslid
Johan Haanstra was lid van:
1. Kunstenaarsvereniging De Onafhankelijken (plm. 1939-1941)
2. De Nieuwe Groep (1945-1949)
3. De Keerkring (1950-1951)

## Tentoonstellingen (selectie)
- 1945 Noodrestaurant Hengelo
- 1946 Electra Hengelo
- 1946 Zutphen
- 1946 Goor
- 1947 Zutphen
- 1949 Zwolle
- 1949 Vondelparkpaviljoen ICC Amsterdam
- 1950 Frans Hals museum Haarlem
- 1970 Rijksmuseum Twente Enschede
- 1981 Galerie Espace Amsterdam (solo-expositie)
- 1982 Librije Hedendaagse Kunst Zwolle (solo-expositie)
- 1987 Stedelijk Museum Het Prinsenhof Delft
- 2016 HeArtGallery Hengelo
- 2021  28-11-'21 t/m 23-01-'22, "De Haanstra's", Kunsthal Hof 88 Almelo, overzichtstentoonstelling